# 哈薩克斯坦—吉爾吉斯斯坦關係
哈薩克斯坦－吉爾吉斯斯坦關係（俄语：Казахстанско-киргизские отношения），是指哈薩克斯坦與吉爾吉斯的雙邊外交關係。两国均为歐洲安全與合作組織、集体安全条约组织、独联体正式成员国。

## 政治
哈薩克斯坦和吉爾吉斯斯坦以前是抵抗準噶爾汗國的阿拉什聯盟，后成为蘇聯的加盟共和國。蘇聯解體後不久，吉爾吉斯和哈薩克斯坦分別於8月31日和12月16日宣布獨立，并于1992年10月15日建交。两国建交以来大体关系良好。部分未向吉尔吉斯派遣常任大使的国家，也委任驻哈萨克的大使馆兼辖在吉尔吉斯的相关事务。
在2017年吉爾吉斯斯坦總統選舉期間，總統阿尔马兹别克·阿坦巴耶夫指責哈薩克斯坦贊助和支持一位總統候選人。他還指責哈薩克斯坦官員因掠奪領取養老金的收入而腐敗。阿坦巴耶夫的辦公室還宣布他將取消他參加即將在俄羅斯索契舉行的獨聯體國家首腦峰會。吉爾吉斯領導人會見哈薩克斯坦總統努爾蘇丹納扎爾巴耶夫的事件。由於該事件爆發，哈薩克斯坦邊防官員於10月10日下午6點實行了高度安全制度，大大減緩了旅行者的通行時間，並派出部隊到達邊界並設立了檢查站。據報導，在吉爾吉斯斯坦選舉結束之前，部隊將留在那裡。吉爾吉斯邊防部隊在兩小時後回復了自己的高度安全制度。但針對阿坦巴耶夫的指控，哈薩克斯坦中央選舉委員會拒絕了監督選舉的邀請。
2022年哈薩克斯坦抗議期间，作为集体安全条约组织成员国的吉尔吉斯斯坦派出了吉尔吉斯第25特种突击旅协助哈萨克斯坦政府镇压抗议民众。

## 經濟關係
2007年，哈薩克斯坦總統納扎爾巴耶夫建議設立基金以促進吉爾吉斯斯坦的經濟發展。然而，雙方僅在2011年才開始實施這一項目，資金為1億美元，由哈薩克斯坦提供資金。 其主要目標是通過在其領土上實施優先項目和有效發展吉爾吉斯斯坦的中小型企業，為吉爾吉斯斯坦的經濟提供財政援助。2014年，突厥語國家合作委員會副秘書長Adakhan Madumarov談到了將為吉爾吉斯斯坦和哈薩克斯坦帶來絲綢之路旅遊業項目。两国也是歐亞經濟聯盟的主要参与國，關稅同盟。
由于吉尔吉斯斯坦独立后经济的不景气以及俄罗斯裔回到俄罗斯，吉尔吉斯国内有大量公民成为移工，在哈萨克斯坦工作。

## 人文交流

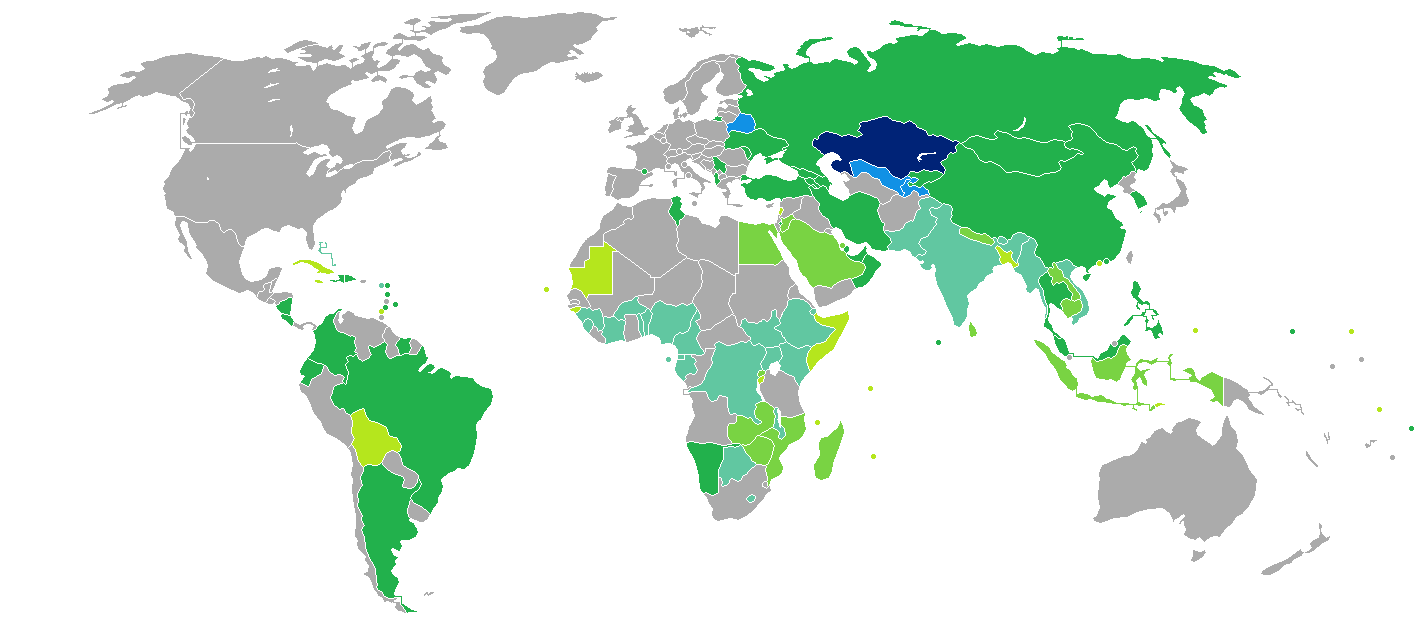
哈萨克公民可以哈萨克公民身份证免签证入境吉尔吉斯斯坦。

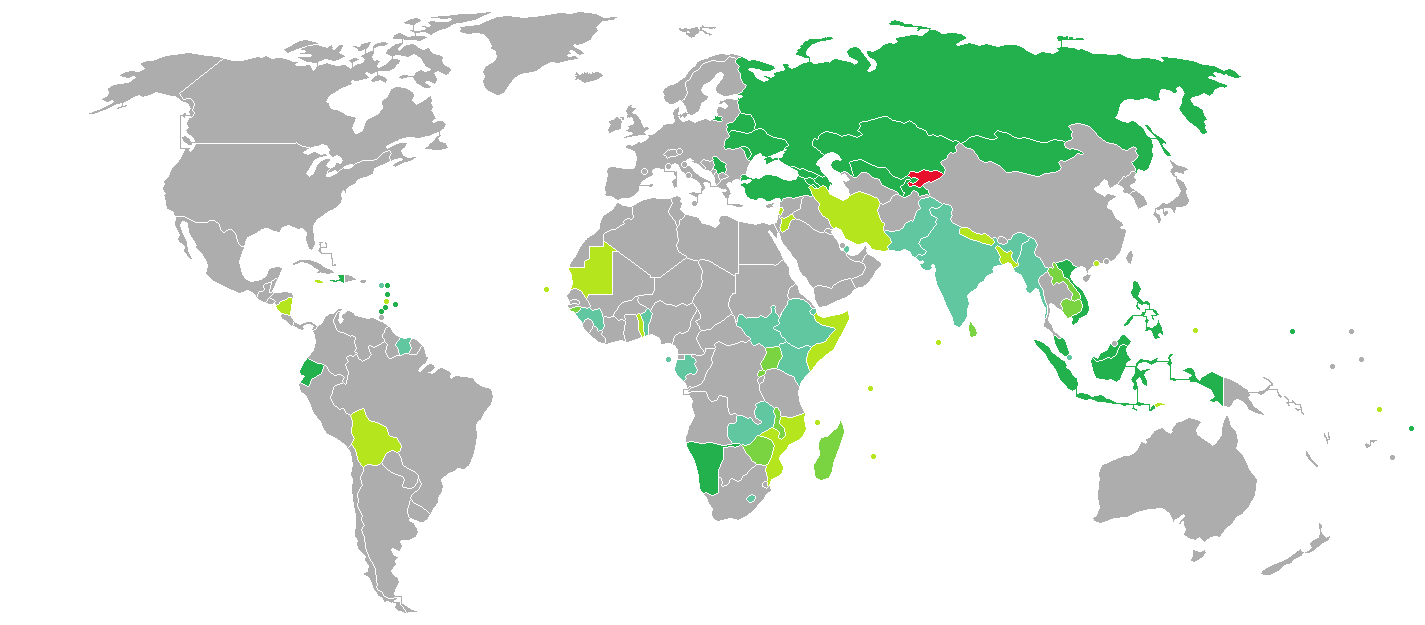
吉爾吉斯人口可以吉尔吉斯公民身份证免签证入境哈萨克斯坦。

### 旅行与簽證
两国相互给予对方国家免签证入境待遇，哈萨克公民只需使用哈萨克公民身份证即可以免签证入境吉尔吉斯斯坦且可以无限期居留。而吉爾吉斯公民可以吉尔吉斯公民身份证免签证入境哈萨克斯坦，停留最多90天。
截止2022年前9个月，吉尔吉斯斯坦共迎来近500万外籍游客，其中131.9万游客来自哈萨克斯坦，占游客总数的26.4%，哈萨克斯坦也是吉尔吉斯斯坦的三大外国游客源之一。

### 教育
哈萨克斯坦积极在教育上与吉尔吉斯斯坦加强合作，哈政府每年为吉尔吉斯斯坦学生提供50个公费高等教育名额。同时，哈政府也为吉尔吉斯斯坦國籍的哈萨克族学生提供20个高等教育公费名额。而在互惠协议下，吉尔吉斯斯坦也为哈萨克斯坦国籍的学生提供10个公费留学名额。

## 交通

### 铁路

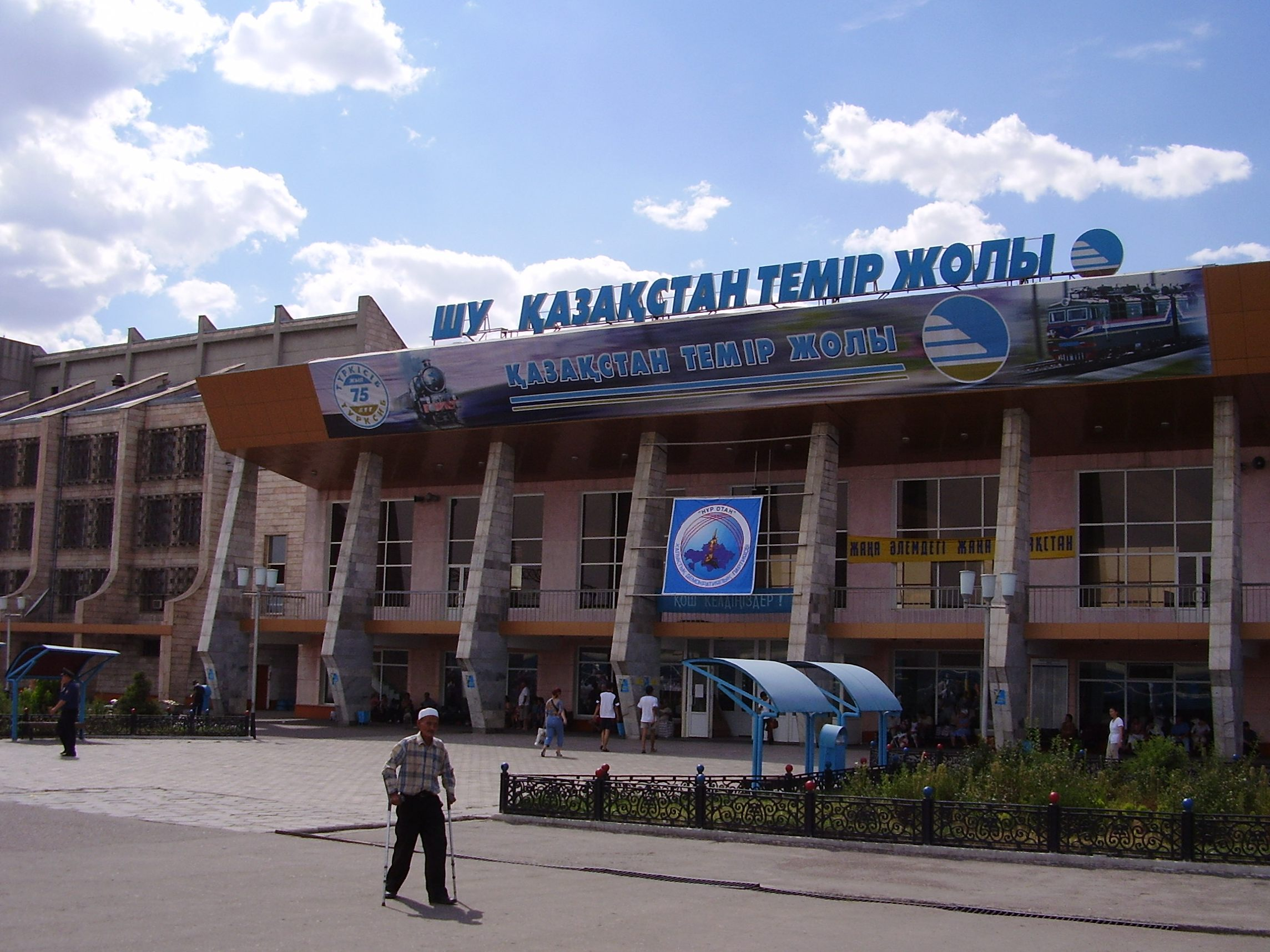
邻近哈萨克与吉尔吉斯国境的楚城火车站

两国有铁路连接哈萨克斯坦的圖拉爾雷斯庫洛夫區及吉尔吉斯斯坦的巴雷克奇，并将会实现电气化。